# Equitrans Pipeline
Equitrans Pipeline — трубопровід на північному сході США, споруджений у районі розробки сланцевої формації Марцеллус для поставок природного газу зі збірних мереж до магістральних систем.
Одним із центрів «сланцевої революції» стали штати Західна Вірджинія та Пенсільванія, де у Аппалачському басейні розробляється формація Марцеллус. Для видачі її продукції спорудили Equitrans Pipeline, що сполучає суміжні райони названих штатів. При цьому він мав інтерконектори з потужними газопроводами Texas Eastern Transmission, Tennessee Gas Pipeline (первісно споруджені для поставок блакитного палива з регіону Мексиканської затоки), розвиненими в межах північного сходу країни системами Columbia Gas Transmission, Dominion Transmission та дистрибуційною компанією National Fuel Gas (діє на заході штату Нью-Йорк). Пропускна здатність Equitrans Pipeline у 2010 році перевищила 7 млрд м3 на рік.
В 2012 році систему підсилили ділянкою Sunrise Pipeline, яка збільшила пропускну здатність на 4 млрд м3 на рік. З 2014 року підсилення компресорної станції Джефферсон на місці перетину з трубопроводом Texas Eastern Transmission додало ще 5,7 млрд м3 потужності. Нарешті, у 2016 році ввели в експлуатацію відгалуження Ohio Valley Connector, яке з'єднало систему Equitrans з газопроводом Rockies Express. Останній, споруджений для поставок на схід природного газу з басейнів Скелястих гір, у 2015 році перевели в реверсний режим. Завдяки Ohio Valley Connector до нього може постачатись до 8,7 млрд м3 газу, видобутого на сланцевих формаціях Аппалачів. Після зазначених вище модернізацій загальна довжина Equitrans Pipeline становить 740 миль.
В майбутньому планується організувати видачу продукції з Equitrans Pipeline на південь через газопровід Mountain Valley Pipeline, що має досягти траси системи Transco у Вірджинії.